# Lijst van Litouwse rampen

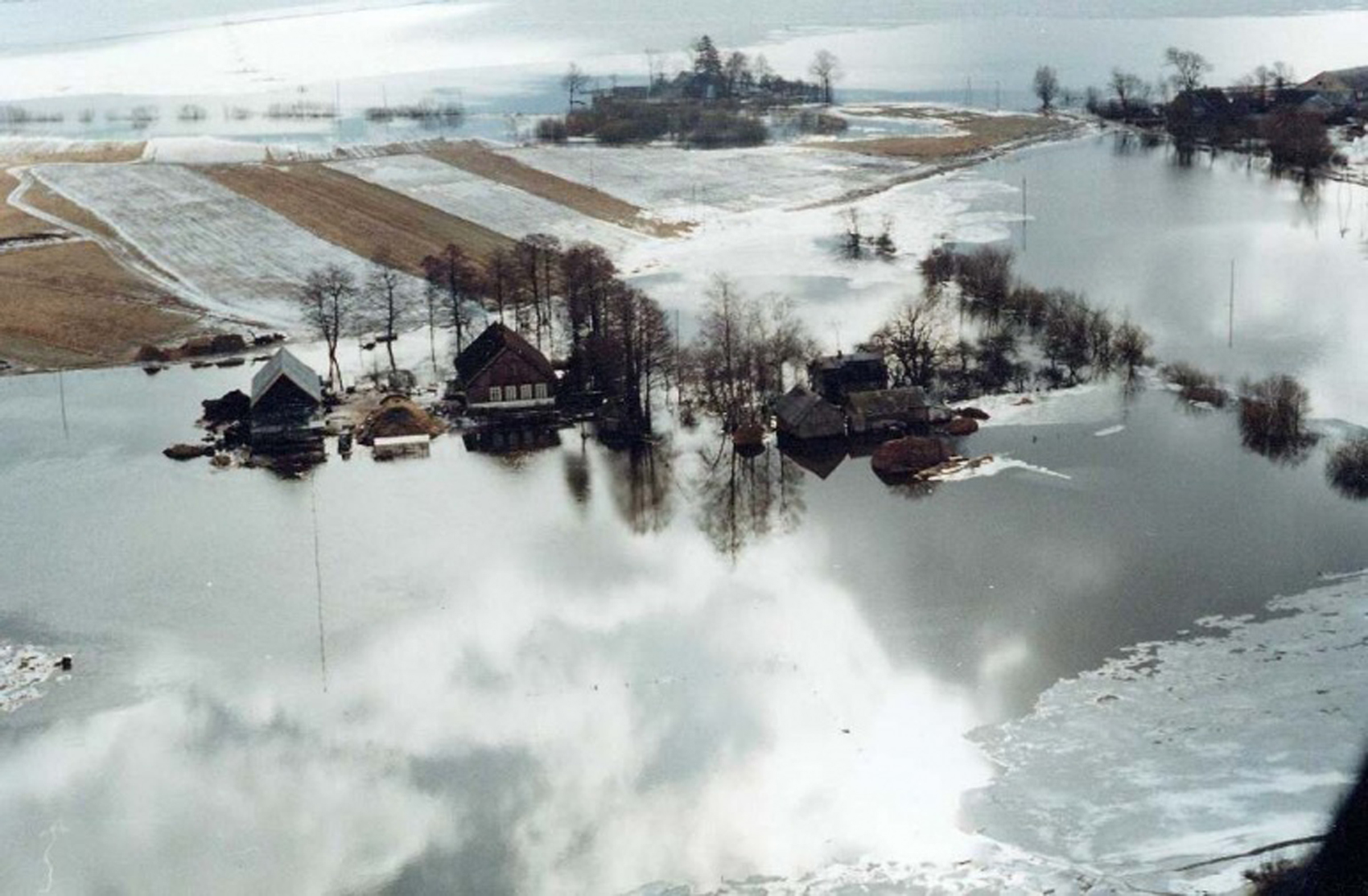
Overstromingen in 2010

Dit is een lijst met rampen op het grondgebied van Litouwen. In deze lijst zijn alleen gebeurtenissen opgenomen waarbij vijf of meer doden zijn gevallen en gebeurtenissen waarbij er sprake is van een zeer groot effectgebied.

## Voor 1900
- 1737
  - 28 december – Een grote stadsbrand treft Wilna, het huidige Vilnius. 2/3 van de stad wordt in puin gelegd, evenals het koninklijk paleis.
- 1758
  - 7 december – Op weg van Memel naar Pillau (Baltiejsk) vergaan circa 30 Russische oorlogsschepen met opvarenden.[1]
- 1829
  - 17 april – In het Oost-Pruisische Kreis Niederung (Lankos apskritis) komen honderden mensen om na een overstroming.[2]
- 1854
  - 7 oktober – De stad Memel wordt voor een zeer groot deel in de as gelegd. De schade van deze brand is enorm, het duurt jaren voor de stad er weer bovenop komt.[3]
- 1863
  - 16 juni – De Franse bemanning van een Deens vissersschip probeert bij Polangen aan wal te komen. De poging mislukt en 24 opvarenden verdrinken.[4]
- 1898
  - 6 maart – Vier vissersschepen uit Memel vergaan. 16 vissermannen komen hierbij om het leven.[5]
  - 23 september – Hevige storm veroorzaakt vissersramp tussen Palangen en Libau. Hierbij komen circa 120 vissers om het leven.[6]

## 20e eeuw
- 1901
  - 25 augustus – De stoomboot Libau komt in nood na vertrek uit Memel, 16 opvarenden worden gered, voor 8 komt de redding te laat.[7]
- 1909
  - 6 april – Op de (toen) Russische kust bij Memel vergaan 10 vissersboten, waarbij 40 vissers verdrinken.[8]

### 1920-1929
- 1924
  - 14 april – De Nederlandse motorschoener Baldur wordt voor Klaipėda (tot 1919 de Oost-Pruisische stad Memel) overvaren. Van de 10 opvarenden worden er slechts 4 gered.[9]
- 1925
  - 6 mei Schietpartij op een school in (het dan Poolse) Vilnius. 5 doden.
  - 16 mei – In het stadje Schucksehne breekt een grote brand. 150 tot 200 huizen worden verwoest en 5 mensen komen hierbij om het leven.[10]
  - 18 december – Vier vissersschepen uit Klaipėda vergaan voor de kust. 19 opvarenden verdrinken.
- 1929
  - 11 juni – In het kuststadje Palanga (tot 1919 heette deze plaats Polangen en was het de noordelijkste stad van Duitsland) komen ten minste 7 vissers om tijdens stormweer.[11]

### 1930-1939
- 1930
  - 17 februari – Op het meer van Plateliai zakken in totaal 17 vissers met hun sleden door het ijs, wanneer ze aan het ijsvissen zijn. 8 van hen komen om in het ijskoude water.[12]
- 1931
  - april – Grootschalige overstromingen in Litouwen. Naast de grote verwoesting zijn er ook talrijke mensenlevens te betreuren.[13]
- 1933
  - 18 augustus – Bij het overzetten van soldaten over de Memel, noordelijk van (het nu Poolse) Suwałki breekt de kabel van een veerboot, die kapseist. 5 mensen verdrinken.[10]

### 1940-1949
- 1940
  - 15 juni – Op deze datum wordt Litouwen bezet door de Sovjet-Unie. Door het Molotov-Ribbentroppact komt Litouwen in de invloedssfeer van dit land terecht. De Tweede Wereldoorlog pakt rampzalig uit voor Litouwen, er vallen 353.000 burgerdoden (inclusief Joden), 13,71% van de totale bevolking. Op Polen na is geen enkel land procentueel zo hard getroffen in de Tweede Wereldoorlog als Litouwen.
- 1941
  - 23 juni – Bombardement op de dorpen Ablinga en Žvaginiai door Duitse troepen. 42 doden.
  - 29 oktober – Begin van De Grote Actie in het getto van Kaunas. Duitse troepen in samenwerking met Litouwse collaborateurs vermoorden in een dag 2.007 Joodse mannen, 2.920 vrouwen en 4.273 kinderen.
- 1944
  - 14 april – Luchtbombardement op het dorp Inkleriškes door het Rode Leger. 12 woningen worden verwoest en 16 mensen komen hierbij om het leven.
  - 3 juni – Het dorp Pirčiupiai wordt in brand gestoken door Duitse SS troepen. 27 huizen verbranden en 119 mensen komen hierbij om het leven.
  - 20 juni – Het Bloedbad van Glitiškės, 37 doden.
  - 13 september – Bombardement op de stad Panevežio door het Duitse leger. 55 huizen worden verwoest, 24 mensen komen om het leven.

### 1970-1979
- 1972
  - 26 mei – Een Antonov AN-12 van Aeroflot stort neer bij Panevezhis. 6 van de 7 inzittenden komen om het leven.[14]
- 1973
  - 16 december – Een Tupolev TU-124 van Aeroflot stort neer bij Vilnius. 51 doden.[15]
- 1975
  - 4 april – Treinramp bij Žaslių, de grootste treinramp uit de geschiedenis van Litouwen. Hierbij komen 20 mensen om het leven.

### 1990-2000
- 1990
  - 1 februari – Een Ilyushin 76M van het Sovjetleger stort neer bij de luchthaven Panevezys-Pajuostis, 8 inzittenden komen hierbij om.[16]
- 1991
  - 13 januari – Bij ongeregeldheden rond de Televisietoren van Vilnius komen 14 mensen om het leven.